# Hoelita
La hoelita es un mineral de la clase de los minerales compuestos orgánicos. Fue descubierta en 1922 en la isla de Spitsbergen (Noruega), siendo nombrada así en honor de Adolf Hoel, geólogo noruego que lideraba la expedición a Spitsbergen que lo descubrió. Un sinónimo que no debe ser usado es el de antraquinona.
Su belleza unido a su gran rareza hace que sea muy codiciado por coleccionistas.

## Características químicas
Químicamente es un carburo orgánico, con la fórmula química de la sintética antraquinona, pero que en lugar de ser fabricado por un organismo vivo o de forma sintética por el hombre, se encuentra de forma natural en las minas, por lo que es un mineral auténtico. La identificación moderna dependerá de la coincidencia del patrón de difracción de rayos X en polvo con el que tendría este mismo material pero sintético —la antraquinona—.

## Formación y yacimientos
El principal yacimiento se ha encontrado en minas de la República checa. Es un mineral muy raro de encontrar, apareciendo en costras alrededor de vetas superficiales de un depósito de carbón ardiendo.
Suele encontrarse asociado a otros minerales como: sales de amoniaco y sulfuros.